# Гулат
Гула́т (араб. غلاة‎, ед. ч. غَالٍ‎ — «ревностный, крайний [шиит]; фанатик») — термин, которым в исламской традиции обозначают ряд течений и сект в шиизме, крайних в своих взглядах на природу имамов. Гулат утверждают, что потомки пророка Мухаммеда по линии Али ибн Абу Талиба — шиитские имамы — обладают качествами, выходящими за рамки человеческой природы, вплоть до признаков божественности.

## Происхождение термина
Слово гула́т происходит от арабского корня араб. غ ل و‎, связанного со значением «превышать меру», «преувеличивать». Таким образом, термин означает «преувеличивающие», «выходящие за установленные рамки». В исламской богословской литературе им обозначают тех, кто заходит слишком далеко в своих религиозных воззрениях.

## Основные идеи
Гулат характерны верой в:
- Танасух (переселение душ) или проявление божественной сущности в теле имамов.
- Имамат как проявление божественного света (нур), или самих атрибутов Аллаха в имамах.
- Возможность прямого откровения для отдельных представителей своих общин, помимо пророка Мухаммеда.
- Особую сакральную роль имамов в управлении космосом и судьбами людей.

Часть сект гула́т верили в «улюхийя» (божественность Али), утверждая, что Али — это сам Аллах, воплотившийся в человеке.

## Известные секты гула́т
К историческим сектам гула́т относят:
- Нусяириты (современные алавиты), почитающие Али как проявление божественного начала.
- Исмаилиты крайних течений (кармати́ты), где имамам приписывались сверхъестественные свойства.
- Хаттабиты, последователи Абу Хаттаба, утверждавшие о божественной природе имамов.
- Гулабиты и другие мелкие группы, существовавшие в VIII–IX веках в Куфе и Басре.

## Отношение исламских богословов
Большинство шиитских учёных (усулитов и ахбаритов) резко осуждают взгляды гула́т, считая их неверием и отклонением от ислама. В классических шиитских хадисных сборниках, таких как «Аль-Кафи» аль-Кулайни, имеются многочисленные проклятия и порицания крайних почитателей имамов. Также суннитские богословы рассматривали гула́т как еретиков.

## Виды сект
- Алавиты — верят в троицу 'айн-мим-син, первые буквы от имен Али, Мухаммада и Салмана аль-Фариси.
- Алевиты — верят, что Али был представителем бога, а не Мухаммад.
- Базигиты — верили, что шестой имам Джафар ас-Садик был богом, а все предшествующие имамы были его посланниками.
- Гурабиты (от араб. غراب‎ — «ворон») — верили, что Али был внешне похож на Мухаммада, «как один ворон на другого», поэтому ангел Джибриль ошибочно предоставил пророчество Мухаммаду.
- Дамийты — верили, что Али был богом, а Мухаммад его посланником.
- Кайсаниты — верили в имамат, который после смерти Хусейна ибн Али перешёл к Мухаммаду ибн аль-Ханафии; после его смерти распались на несколько мелких групп.
- Яфуриты — верили, что некий Му’аммар из Куфы был богом.